# Quận Forsyth, Georgia
Quận Forsyth là một quận trong tiểu bang Georgia, Hoa Kỳ. Quận lỵ đóng ở thành phố Cumming 6. Theo điều tra dân số năm 2010 của Cục điều tra dân số Hoa Kỳ, quận có dân số 175.511 người 2